# Gyronotus pumilus
Gyronotus pumilus là một loài bọ cánh cứng trong họ Bọ hung (Scarabaeidae).